# Klostermarienberg
Klostermarienberg es una aldea perteneciente al municipio de Mannersdorf an der Rabnitz, en el estado federado austriaco de Burgenland, que toma su nombre del monasterio de Marienberg (en alemán, Kloster Marienberg).

## Historia
Los primeros vestigios de población humana se remontan a la Edad de Piedra. En las excavaciones efectuadas se encontraron ocho hornos celtas de fundición de hierro datados hacia el año 2000 a. C. Otros hallazgos significativos fueron una lápida romana y una moneda de plata celta.
En 1197, Dominik Bors, ban de Eslavonia, cumpliendo un juramento realizado con motivo de las Cruzadas, fundó un monasterio cuya casa madre, en los términos de filiación que utiliza la Orden Cisterciense, era la abadía de la Santa Cruz, perteneciente, a su vez, a la línea de la abadía de Morimond. Sufrió daños por primera vez en 1240 y, posteriormente, en 1440. En 1532, durante la invasión turca, fue completamente destruida y abandonada por los monjes. Desde ese momento, la abadía fue utilizada como una cantera.
En 1680, frailes cistercienceses de la abadía de Lilienfeld enviados por el abad Matthäus Kolweiß erigieron de nuevo Klostermarienberg y tuvo la consideración de priorato hasta 1865. El número de frailes que vivieron allí fue muy pequeño: no más de tres durante aquellos años. La construcción de la nueva iglesia parroquial y del priorato tuvo lugar entre 1741 y 1780. Los restos del edificio medieval se hallan en el claustro. Actualmente, la parroquia sigue a cargo de la abadía de Lilienfeld y el párroco lleva el título de Superior.
El 29 de marzo de 1945 el Ejército rojo penetró en territorio austriaco y ocupó el recinto de Klostermarienberg.
El pueblo de Klostermarienberg también es conocido por la fruticultura. En sus alrededores hay extensas plantaciones de manzanos y melocotoneros. Además, cada año, el 26 de octubre, fiesta nacional de Austria, se celebra la fiesta de la castaña.

## Arte en el monasterio
Con el nombre de «Kik - Kunst im Kloster» (arte en el monasterio) se celebran habitualmente exposiciones museísticas.

## Museo canino
El monasterio alberga el «Museo canino europeo», cuya exhibición principal, «Hombres y Perros, historia de una relación», fue inaugurada en 2001.